# Вербова Марина Олександрівна
Марина Олександрівна Вербова (5 серпня 1998) — українська плавчиня, призер Літніх Паралімпійських ігор. Майстер спорту України міжнародного класу.
Займається плаванням у Запорізькому регіональному центрі з фізичної культури і спорту інвалідів «Інваспорт».
Срібна призерка чемпіонату Європи 2014 року.
Чемпіонка (50 м вільним стилем) та дворазова бронзова призерка (100 м вільним стилем, 50 м вільним стилем) чемпіонату Європи 2016 року. 
Користується інвалідним візком.

## Державні нагороди
- Орден княгині Ольги III ст. (4 жовтня 2016) — За досягнення високих спортивних результатів на XV літніх Паралімпійських іграх 2016 року в місті Ріо-де-Жанейро (Федеративна Республіка Бразилія), виявлені мужність, самовідданість та волю до перемоги, утвердження міжнародного авторитету України[1]